# 前野自韶
前野 自韶（まえの よりあき）は、江戸時代中期ごろの武士・阿波徳島藩の上士。阿波前野氏自香系二代目当主。

## 人物
阿波徳島藩に仕えた槙島家の槙島克言の次男に生まれる。初め前野郡平を名乗り、後に徳兵衛と改名する。
享保14年（1729年）7月、母方の叔父である前野自香の養子となり家督を継ぐ。父や自香と同じく阿波徳島藩に仕えた。岩田安長の次男を養子とするが、病気などの理由により、娘婿で市原勝元の嫡男である前野自行を養子とし、家を継がせる。この自行も自韶と同じく郡平を名乗った。宝暦7年7月、病気により亡くなる。

## 氏族
自韶の実家である槙島家は、清和天皇の子・貞純親王の末裔の家系で、室町幕府十五代征夷大将軍足利義昭に仕えた槇島昭光の後裔にあたる。
前野氏は、桓武天皇皇子の良岑安世を始祖とする良岑氏の系統 で、平安時代末期もしくは鎌倉時代初期に創設された氏である。良岑高成(立木田高成)の子である前野高長もしくはその曾孫である前野時綱が尾張国丹羽郡前野村（現在の愛知県江南市前野町〜大口町辺り）に移り住んで前野を名乗ったのが始まりとされている。だが、自香の家系である前野家は、藤原利仁流富樫氏族坪内氏の出身である前野左近将監為定が始祖であり、『蜂須賀家家臣成立書并系図』によるとその実の子孫であるが、別の『前野氏系図』によると為定の家を継いだ前野宗高は養子で良岑氏流前野氏の出身であったとされている。

## 系譜
- 祖父：槙島重克
- 父：槙島克言
- 母：前野自有娘
- 養父：前野自香
- 生母不明の子
  - 前野自行室
  - 養子：前野自久
  - 養子：前野自行